# Play (película de 2005)
Play es una película de 2005 dirigida por la cineasta y profesora Alicia Scherson. Fue seleccionada para representar a Chile al Óscar a la mejor película de habla no inglesa en los Premios Óscar de 2005, pero finalmente no fue nominada.

## Sinopsis
En esta película se muestran los sucesos acontecidos a Cristina, una joven mapuche que se dedica a cuidar a un anciano en Santiago de Chile, ciudad donde vive. Un día se cruza con Tristán, un amigo íntimo que acaba de perder una maleta y se encuentra en un estado de shock. La película empieza con un proverbio que dice: «Eran tiempos duros, pero modernos».

## Reparto
- Aline Kuppenheim
- Coca Guazzini
- Viviana Herrera
- Marcial Tagle
- Alejandro Sieveking
- Daniel Muñoz
- Isabel Bauzá
- Andrés Waissbluth
- Alicia Scherson
- Mateo Iribarren

## Premios
| Año  | Acontecimiento                      | Premio o Categoría                       | Resultado |
| ---- | ----------------------------------- | ---------------------------------------- | --------- |
| 2005 | Festival de cine de Tribeca         | Mejor nuevo director                     | Ganador   |
| 2006 | XLVIII edición de los Premios Ariel | Nominada a Mejor película iberoamericana | Nominada  |